# Arvi Pikkusaari

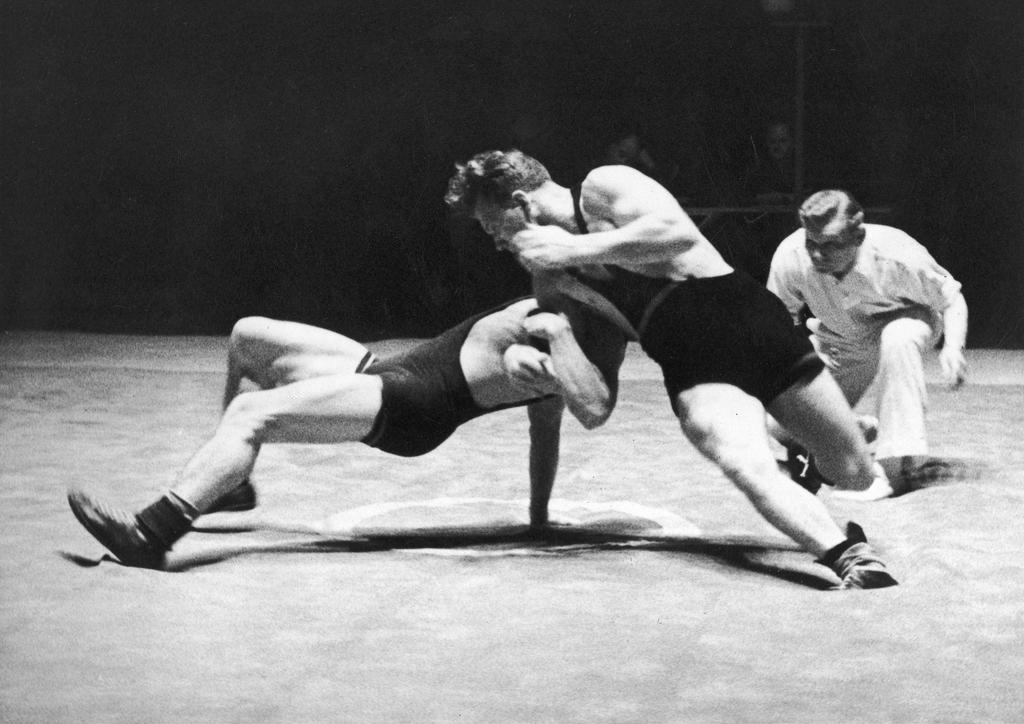
Arvi Pikkusaari & Voldemar Roolaan, Berlin 1939

Arvi Pikkusaari (* 4. April 1909 in Lapua; † 27. Juni 1989 ebenda) war ein finnischer Ringer. Im Jahr 1939 errang er an den Europameisterschaften in Oslo die Bronzemedaille im griechisch-römischen Mittelgewicht bis 79 kg hinter Ivar Johansson aus Schweden und Ludwig Schweickert aus Deutschland.
Pikkusaari rang für den Verein Lapuan Virkiä.

## Finnische Meisterschaften
- 1934, 1. Platz, GR, bis 78 kg, vor Kyösti Luukko
- 1935, 1. Platz, GR, bis 79 kg, vor Elis Vecksten und Mikko Nordling
- 1936, 1. Platz, GR, bis 79 kg, vor Väinö Kokkinen und Viljo Lappalainen
- 1937, 1. Platz, GR, bis 79 kg, vor Ali Leppäkoski und Aarre Airo
- 1938, 1. Platz, GR, bis 79 kg, vor Ahti Hautalammi und Antti Vanhanen
- 1939, 1. Platz, GR, bis 79 kg, vor Veikko Kokko und Harri Bono